# Cena Ingmara Bergmana
Cena Ingmara Bergmana (švédsky Ingmar Bergman-priset) byla švédská filmová cena, která byla udělována v letech 1978 až 2007. Cenu navrhl a o její udílení se zasloužil legendární švédský filmový režisér Ingmar Bergman jako doplněk (a v jistém smyslu i protipól) filmových cen Zlatohlávek. Porotu tvořili Ingmar Bergman a generální ředitel Švédského filmového institutu. Vyznamenaným byla udělena bronzová plaketa, zobrazující Bergmanovu tvář a současně obdrželi i finanční odměnu. Cena byla poprvé udělena na 14. ročníku filmových cen Zlatohlávek (18. září 1978) a její udílení pokračovalo až do Bergmanovy smrti v roce 2007.
Po jeho úmrtí (30. července 2007) byla na jeho počest založena mezinárodní cena určená začínajícím hercům a herečkám (anglický název ceny je the Ingmar Bergman International Debut Award), která se od roku 2008 každoročně uděluje na Mezinárodním filmovém festivalu v Göteborgu.

## Historie

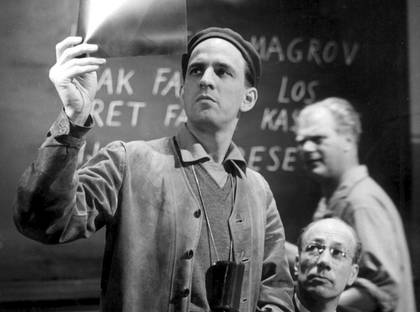
Ingmar Bergman navrhl tuto cenu jako ocenění těch filmových profesí, které jsou opomíjeny

Ingmar Bergman navrhl cenu jako poctu především těm kategoriím pracovníků ve filmovém průmyslu, kterým ocenění Zlatohlávek není vůbec udělováno. Jako filmař s rozsáhlými zkušenostmi si Ingmar Bergman byl vědom toho, jak filmování vyžaduje delikátní spolupráci mnoha různých lidí. Věděl, jak důležitá je každá, i zdánlivě podružná, profese pro konečný výsledek, a že film není nikdy lepší než nejslabší článek v této složité týmové spolupráci. Bergman nikdy nezapomněl na často přehlížené „filmové dělníky“. Cílem bylo věnovat pozornost všem filmovým profesím, které jsou často opomíjeny.
Porotu tvořil sám Ingmar Bergman a generální ředitel Švédského filmového institutu. Cena byla poprvé udělena na slavnostním vyhlášení  14. ročníku cen Zlatohlávek. První cenu získala filmová střihačka Wic Kjellin, cenu předával Harry Schein, končící ředitel Švédského filmového institutu. Od tohoto ceremoniálu v roce 1978 byla cena udělována každoročně, kromě let 1984, 1989 a 1990. Cena brzy pokrývala celý filmový proces, protože ji postupně získali pracovníci všech možných filmových profesí, od studentů scenáristiky až po legendárního promítače Henry Nyberga, který ji obdržel v roce 1986. Mezi další oceněné profese patřily např. scenáristky, kostýmní návrháři, vizážistky a maskérky, studioví manažeři, produkční, režiséři osvětlení a kameramani. Cenu mohli získat i herci, ale spíše výjimečně (zpravidla šlo o herce, kteří nezískali Zlatohlávka). Za přibližně třicetiletou historii udílení cen ji získalo pouze pět herců, mezi nimi jsou Lena Olin(ová) (známá zejména  rolí umělkyně Sabiny ve filmovém zpracování románu Milana Kundery Nesnesitelná lehkost bytí), Gunnar Björnstrand a Mikael Persbrandt.

## Ocenění
Vyznamenaný obdržel bronzovou plaketu s reliéfem tváře Bergmana, kterou navrhla a vytvořila finská sochařka Eila Hiltunenová (1922–2003, jejím jednoznačně nejznámějším dílem je Sibeliův památník v Helsinkách, připomínající varhany, vytvořený jako pocta finskému hudebnímu skladateli Jeanu Sibeliovi). Ingmar Bergman je na pamětní desce zobrazen tak, že stydlivě sklání hlavu. Součástí ocenění byla i finanční odměna, která se postupně zvyšovala, a ke konci činila 60 000 SEK. Bergmanův hlas byl rozhodující  při výběru vítěze. Často také psal podrobná a velmi duchovně založená zdůvodnění ocenění. Cenu předával ředitel Švédského filmového institutu v rámci slavnostního vyhlašování cen Zlatohlávek.

## Přehled oceněných
Protože cena byla předávána na slavnostním vyhlašování filmových cen Zlatohlávek, které se původně konalo vždy na podzim, i pro tuto cenu platilo, že byla vyhlašována za druhou polovinu předchozího roku a první polovinu aktuálního roku (do roku 1983 včetně). V roce 1984 Cena Ingmara Bergmana nebyla udělena, zatímco jubilejní 20. ročník cen Zlatohlávek bral v úvahu filmy, které měly premiéru v rozmezí 18 měsíců (aby se udílení cen srovnalo s kalendářním rokem). Od roku 1985 se vyhlašování koná na počátku roku a týká se celého předchozího kalendářního roku.
| Rok       | Oceněný                  | Profese                                | Poznámky                          |
| --------- | ------------------------ | -------------------------------------- | --------------------------------- |
| 1977/1978 | Wic Kjellin              | filmová střihačka                      | —                                 |
| 1978/1979 | Lars Karlsson            | kameraman                              | —                                 |
| 1979/1980 | Lena Olin                | herečka                                | —                                 |
| 1980/1981 | Lasse Aberg              | herec                                  | za roli v komedii Sällskapsresan. |
| 1981/1982 | Gustav Roger             | manažer filmového studia               | —                                 |
| 1982/1983 | Gunnar Björnstrand       | herec                                  | —                                 |
| 1984      | —                        | —                                      | Cena nebyla udělena               |
| 1985      | Kerstin Eriksdotter      | skriptka                               | za práci na filmu Dansaren        |
| 1986      | Henry Nyberg             | promítač                               | —                                 |
| 1987      | Ulf Berggren             | filmový importér                       | —                                 |
| 1987      | Inger Pehrsson           | návrhářka kostýmů                      | —                                 |
|           | Lars-Owe Carlberg        | vedoucí produkce                       | cena udělena in memoriam          |
| 1989      | —                        | —                                      | Cena nebyla udělena               |
| 1990      | —                        | —                                      | Cena nebyla udělena               |
| 1991      | Inga Adolfsson           | restaurování filmů                     | za láskyplnou péči o staré filmy  |
| 1991      | Georg af Klercker        | režisér                                | cena udělena in memoriam          |
| 1992      | Gunnar Fischer           | kameraman                              | —                                 |
| 1993      | Jannike Ahlund           | novinářka a filmová kritička           | —                                 |
| 1994      | Richard Hobert           | scenárista a režisér                   | —                                 |
| 1995      | Rune Waldekranz          | filmový producent                      | —                                 |
| 1996      | Nils Melander            | osvětlovač                             | —                                 |
| 1997      | Agneta Fagerström-Olsson | režisérka, producentka a scenáristka   | —                                 |
| 1997      | Peter Birro              | scenárista                             | —                                 |
| 1998      | Cilla Drott              | maskérka                               | —                                 |
| 1999      | Torun Lian               | norská dramatička a filmová režisérka  | —                                 |
| 2000      | Antonia Pyk              | studentka na Dramatiska Institute      | —                                 |
| 2000      | Daniel Karlsson          | student na Dramatiska Institute        | —                                 |
| 2000      | Erik Ahrnbom             | student na Dramatiska Institute        | —                                 |
| 2000      | Josefine Broman          | studentka na Dramatiska Institute      | —                                 |
| 2000      | Linn Gottfridsson        | student/ka na Dramatiska Institute     | —                                 |
| 2000      | Marten Klingberg         | student na Dramatiska Institute        | —                                 |
| 2001      | Reza Parsa               | režisér                                | za film Meeting Evil              |
| 2002      | Vilgot Sjöman            | režisér                                | —                                 |
| 2003      | Klaus Härö               | režisér                                | —                                 |
| 2004      | Mikael Persbrandt        | herec                                  | —                                 |
| 2005      | Ase Kleveland            | norská zpěvačka, kytaristka, politička | —                                 |
| 2006      | Angela Kovács            | herečka                                | —                                 |